# Paracelsus-Gesellschaft
Die Paracelsus-Gesellschaft wurde erstmals 1941 in der Zeit des NS in Salzburg gegründet und 1951 erneut als Internationale Paracelsus-Gesellschaft (IPG)  wiedergegründet. Aufgabe der IPG war es, „die Kenntnis der Persönlichkeit und des Wirkens von Theophrastus Bombastus von Hohenheim, genannt Paracelsus, zu vertiefen und zu verbreiten sowie die Weiterentwicklung der Natur- und Geisteswissenschaften in seinem Sinne zu fördern.“

## Salzburg und Paracelsus
Da sich der Arzt und Naturforscher Paracelsus (1493–1541) mehrmals in Salzburg aufgehalten hatte (1524, 1541), hier auch sein Sterbeort ist und er auf dem Sebastiansfriedhof seine letzte Ruhestätte gefunden hat, wurde dieser Renaissancearzt oftmals von der lokalen Geschichtsschreibung durch Salzburger Historiker behandelt und ebenso zu werblichen Zwecken eingenommen. Es hatte sich hier auch seit längerem die Tradition entwickelt, ihm an seinem Geburts- und Todestag gebührend zu gedenken. Diese Beziehung zu Paracelsus wird bis heute gepflegt, so wurde die Medizinische Universität in Salzburg nach ihm bekannt und auch die Internationale Paracelsus-Plattform der Universität Hohenheim wird vom Stadtarchiv Salzburg unterstützt.

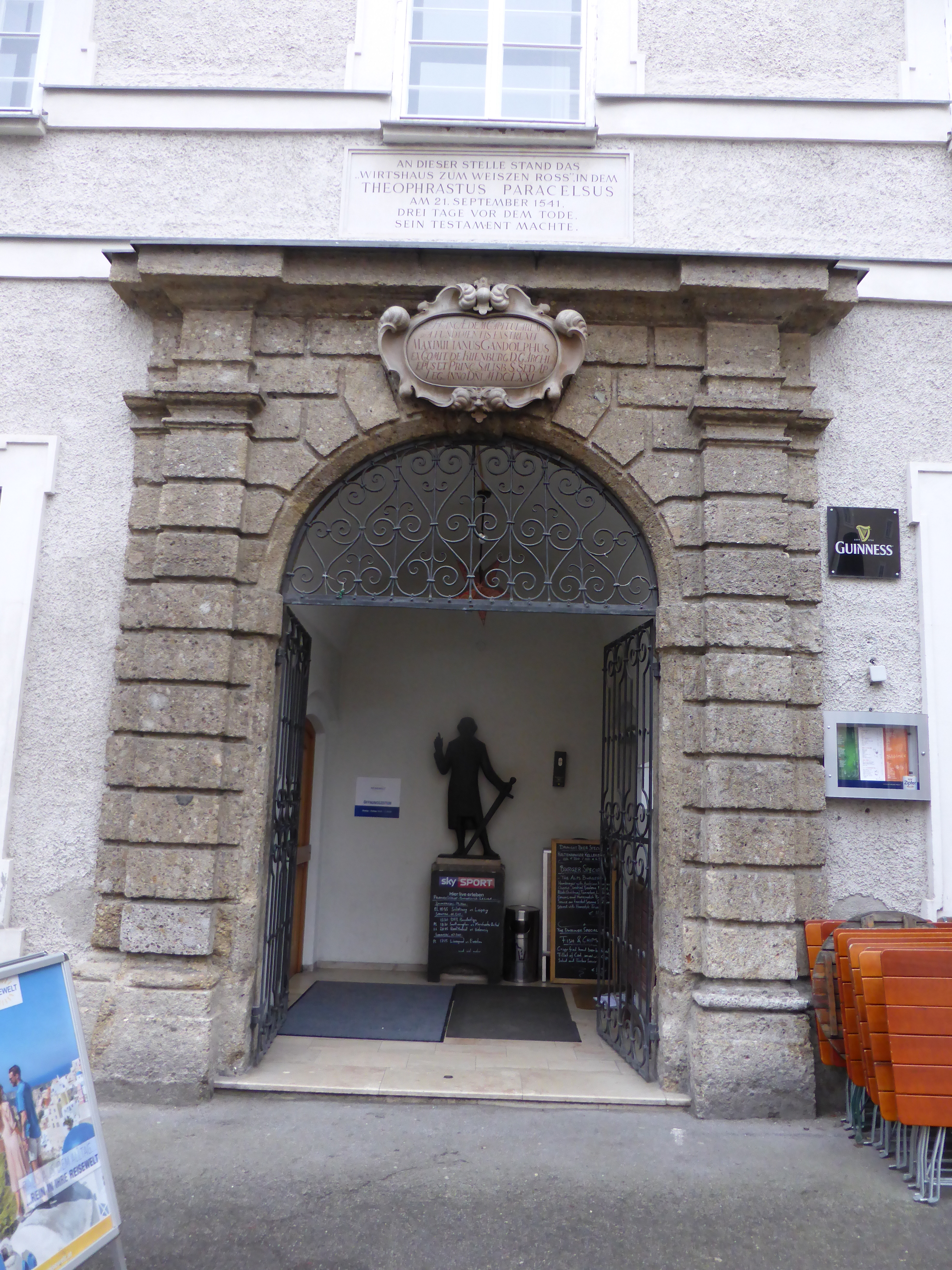
Kaigasse 8 (Sterbehaus von Paracelsus)

## Erste Gründung der Paracelsus-Gesellschaft
Am 24. September 1941 wurde in Salzburg erstmals die „Paracelsus-Gesellschaft“ gegründet. Erster Präsident wurde der Reichsgesundheitsführer Leonardo Conti, Vizepräsidenten wurden Richard Dingeldey vom Hauptamt für Volksgesundheit der NSDAP und der Salzburger Bürgermeister Franz Lorenz. In Salzburg wurde dabei im Rahmen der stattfindenden Feiern zum 400. Todestag von Paracelsus 1941 eine erste Paracelsus-Ausstellung gezeigt, die zum Grundstock eines „Paracelsus-Museums“ werden sollte, das wiederum die Aufgabe haben sollte,  u. a. eine Paracelsus-Bibliothek zusammenzustellen und ein Paracelsus-Forschungsinstitut zu gründen. Die Stadt Salzburg hatte dafür im Sterbehaus von Paracelsus (Kaigasse 8) Räume zur Verfügung gestellt und war bereit, die Kosten für das Museum zu übernehmen. Die von dem Städtischen Museum Carolino Augusteum erworbenen Ausstellungsobjekte sollten ein erster Grundstein für das Museum sein. Die für die Ausstellung hergestellten Dioramen wurden von der Paracelsus-Gesellschaft erworben und öffentlich zugänglich gemacht.
Die Paracelsus-Gesellschaft blieb während des Krieges durchaus aktiv und feierte z. B. 1942 den von der Bavaria Film produzierten Paracelsus-Film oder 1943 mit den lokalen NSDAP-Größen den Geburtstag von Paracelsus. Cesar Bresgen komponierte 1943 eine Paracelsus-Oper in 5 Akten. Josef Thorak schuf im Auftrag der Paracelsus-Gesellschaft 1943 eine monumentale Paracelsus-Statue, die heute vor dem Mirabellgarten von Salzburg aufgestellt ist.

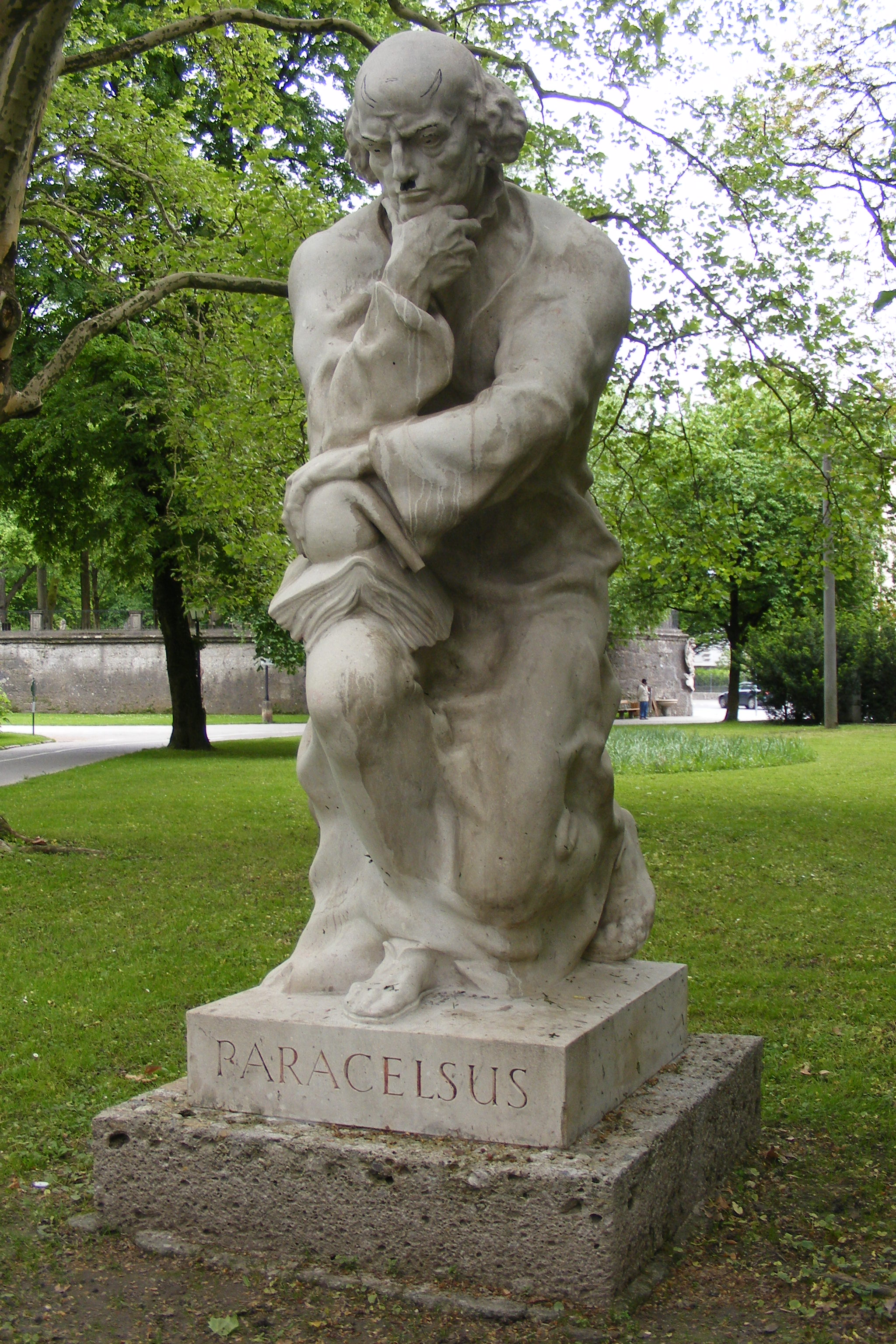
Paracelsusfigur im Mirabellgarten von Josef Thorak

Bedingt durch das Ende des Zweiten Weltkrieges löste sich diese Institution aber wieder auf.

## Internationale Paracelsus-Gesellschaft (IPG)
Es dauerte nach dem Ende des Zweiten Weltkrieges aber nicht lang und man erinnerte sich in Salzburg wieder an Paracelsus. Am 5. August 1947 fand eine Weihestunde in der St. Sebastians-Kirche statt, bei der Primararzt Josef Sandhofer die Verdienste des „berühmten Arztes“ würdigte. Auch Vizebürgermeister Richard Hildmann hat 1947 bei der Eröffnung der ersten Österreichischen Ärztetagung an die Paracelsus-Tradition angeknüpft, indem er an „den großen Arzt“ Paracelsus erinnerte. Dieser Renaissancearzt eignete sich demnach trotz der versuchten und nur wenige Jahre zurückliegenden Vereinnahmung durch die Nationalsozialisten weiterhin als Projektionsfläche und Identifikationsfigur.
So wurde im Sommer 1951 auch die „Internationale Paracelsus-Gesellschaft (IPG)“ in Salzburg gegründet. Die Gesellschaft organisierte am 20. und 21. Oktober 1951 den „Ersten Paracelsustag“. Domkapellmeister Joseph Messner hatte für solche Anlässe bereits 1941 eine „Paracelsusfanfare“ komponiert. Im Rahmen des „Ersten Paracelsustages“, der auch vom Salzburger Museum Carolino Augusteum gestaltet wurde, ist eine kupferne Kassette mit den Gebeinen von Paracelsus, die vom Museum verwahrt wurden, an die „Internationale Paracelsus-Gesellschaft“ zur Rückbringung in das Grabmal in der St. Sebastians-Kirche übergeben worden.
Gründungsmitglieder waren u. a. Rigobert Funke-Elbstadt, Josef Sandhofer, Heinrich Kiener oder Leopold Müller. Unter den (Gründungs-)Mitgliedern befanden sich aber nicht wenige, die in den Nationalsozialismus verwickelt waren, etwa der ehemalige SS-Hauptsturmführer Eduard Paul Tratz, später langjähriger Leiter des Salzburger Naturkundemuseums oder der Psychiater Gerhart Harrer, ehemaliges NSDAP-Mitglied; auch der zweite Präsident der IPG, Burghard Breitner, war NSDAP-Mitglied und später VdU-Kandidat bei der Bundespräsidentenwahl 1951. Der wegen seiner Verwicklungen in die Rassengesetzgebung der Nazis bekannte Arzt Carl Joseph Gauß wurde bei der Paracelsus-Gesellschaft Ehrenpräsident.
Seit 1960 wurden die von Sepp Domandl begründeten Salzburger Beiträge zur Paracelsusforschung herausgegeben. Von der Internationalen Paracelsus-Gesellschaft wurden jährlich Kongresse veranstaltet, auf denen Ergebnisse zur Paracelsus-Forschung bekannt gemacht wurden.

### Präsidenten der  Internationalen Paracelsus-Gesellschaft
Erster Präsident der Gesellschaft wurde der Wissenschaftshistoriker Franz Strunz, der sich als  Paracelsusforscher einen Namen gemacht hatte. Strunz verstarb jedoch bereits im zweiten Jahr seiner Amtszeit († 1953).
Weitere Präsidenten:
- Franz Strunz (1951–1952)
- Burghard Breitner (1952–1956)
- Otto Zekert (1956–1958)
- Kurt Goldammer (1968–1994)
- Gerhart Harrer (1994–1998)
- Walter Pöldinger (1998–2002)
- Heinz Dopsch (2003– ?)
- Peter F. Kramml, Vizepräsident der IPG (1994–2015)

Die Internationale Paracelsus-Gesellschaft Salzburg (IPG) hat sich 2015 aufgelöst.